# 매사추세츠주의 대학 목록
다음은 미국 매사추세츠주의 대학 목록이다.

## 현존하는 학교
- 애머스트 칼리지
- 밥슨 칼리지
- 벤틀리 대학교
- 버클리 음악 대학
- 보스턴 칼리지
- 보스턴 대학교
- 브랜다이스 대학교
- 클라크 대학교
- 홀리 크로스 칼리지 (매사추세츠주)
- 에머슨 칼리지
- 고든 콘웰 신학교
- 하버드 대학교
- 성십자가 그리스 정교회 신학교
- 헐트 국제경영대학원
- 매사추세츠 공과대학교
- MCPHS 대학교
- 마운트 홀리오크 칼리지
- 뉴잉글랜드 음악원
- 노스이스턴 대학교
- 올린 공과대학교
- 스미스 칼리지
- 서퍽 대학교
- 터프츠 대학교
- 매사추세츠 대학교 애머스트
- 매사추세츠 대학교 보스턴
- 웰즐리 칼리지
- 윌리엄스 칼리지
- 우스터 폴리테크닉 대학

## 파산한 학교
- 래드클리프 칼리지

## 같이 보기
- 미국의 대학 목록